# Mikrogeophagus altispinosus
Mikrogeophagus altispinosus (Haseman, 1911)  è un pesce di acqua dolce appartenente alla famiglia Cichlidae diffuso in Sudamerica.

## Descrizione
Questo ciclide raggiunge la lunghezza massima di 5,6 cm. Presenta un corpo compresso sui lati e una pinna dorsale abbastanza alta, in particolare nei maschi, i cui primi raggi sono neri. Le pinne sono in gran parte trasparenti e presentano aree rosse. La colorazione è prevalentemente arancione, ma sui fianchi c'è una macchia scura. La testa è attraversata da una linea nera verticale che passa dall'occhio.

## Biologia

### Comportamento
Forma piccoli gruppi, soprattutto da giovane.

### Riproduzione
Sia il maschio che la femmina sorvegliano le uova, deposte su una pietra piatta, e gli avannotti.

## Distribuzione e habitat
È diffuso nei laghi e torrenti della Bolivia (soprattutto nei pressi di San Joaquín e nel fiume Mamoré) e del nord-ovest del Brasile (Guaporé). Vive solitamente su substrati sabbiosi.

## Acquariofilia
Pur non essendo facile da allevare può essere trovato in commercio, anche se è decisamente più raro e meno conosciuto di Mikrogeophagus ramirezi.